# 三和英樹
三和 英樹（みわ ひでき、1969年3月13日 - ）は、元競輪選手。滋賀県野洲郡出身。日本競輪学校第69期卒業。現役時は日本競輪選手会滋賀支部所属。ホームバンクは大津びわこ競輪場。師匠は井狩吉雄。

## 経歴
近江兄弟社高等学校在学中に自転車競技を始め、日本大学に進学後は国民体育大会・成年スプリントを1987年、1988年と連覇。
1988年にはソウルオリンピックに豊岡弘らと共に参加し、スプリント種目に出場し二次予選で敗退。その後も1990年の北京アジア大会スプリントで優勝した。
1991年に日本競輪学校へ第69期生として入学。同期には豊岡弘、稲村成浩、澤田義和、齊藤努（横田努）らがいる。卒業後は1992年4月9日一宮競輪場でデビューし6着。
初勝利は同年5月26日の久留米競輪場で漸く挙げたが、勝ち上がり戦から外れた「負け戦」でのことだった。しかも、上記の同期の面々が順調に出世街道を走る中、1着か末着か、といった極端な成績であるがゆえにその後も伸び悩んだが、1997年のふるさとダービー（防府競輪場）以降、特別競輪（現在のGIないしGII）に、2003年頃まで常時参加するようになった。
40歳を過ぎても、4倍を超える「大ギア」を駆使して、先行・捲りを主体とした自力勝負に徹していた。反面、成績にムラが目立つため、一時はA級陥落の憂き目に遭ったが、2008年4月に9連勝特進を決めてからはS級の座をキープしていた。
しかし2012年7月に再びA級へ陥落し、同月に出場した小倉競輪場で7月10日の第8R・A級特選において1着となった後、引退することを公表し、7月19日に選手登録を消除した。通算成績1684戦364勝。
引退後は、滋賀県野洲市にて飲食店を経営している。